# 盧造
盧造（?—?），浙江鄞县人，清朝政治人物。
乾隆4年（1739年），擔任清朝遵义府婺川縣知縣。后由孟尚嶷接任。